# 三浦美幸
三浦美幸（1949年10月21日—），日本空手道家。原本學習松濤流空手道，後來轉投入極真會館大山倍達的門下，在1973年完成百人組手。後來自極真會獨立，創隸屬於自己的空手道道館-三浦道場。

## 生平
三浦美幸於1949年出生於日本，父親的職業是一名船隻的引擎師。13歲時開始學習松濤流空手道，18歲時已經拿到黑帶二段。同時他也有兼修柔道，並且在17歲時拿到黑帶一段。
18歲時，三浦美幸開始在會館東京總本部開始學習極真派空手道。在大學畢業之後，成為大山倍達的入門弟子。1971年三浦美幸在全日本空手道比賽中拿到第四名，隔年又拿到冠軍。拿到冠軍這年，三浦美幸擊敗了二宮城光、佐藤勝昭等好手。
之後三浦美幸得到大山倍達的允許，挑戰極真會館的百人組手。所謂的百人組手，即是連續和100名選手進行全接觸是打擊的空手道比賽，而挑戰者必須勝過一半以上的選手才可以算是成功。三浦美幸共花了大約三小時完成這項挑戰。就在完成百人組手之後，三浦美幸開始感覺到身體不適，他扭傷了腳踝，並且在接下來的兩天之內都必須要爬著回房間休息，而且無法靠自己起身。
經過復原之後，24歲的三浦美幸被送往美國協助當地的支部長教導空手道，之後他來到芝加哥經營芝加哥當地的支部。1984年，三浦美幸開始在大山茂所設立的國際大山空手道組織下教導空手道，他的道場也成為該組織的西部總本部。
2002年，三浦美幸決定脫離國際大山空手道組織。並且在芝加哥經營屬於自己的道場，繼續在自己所設立的國際空手武道協會中教導全接觸的空手道。

## 外部連結
- 国際空手道三浦道場本部（英語）
- 国際空手道三浦道場日本支部